# 비열비
비열비(比熱比, heat capacity ratio)는 정압 몰 비열을 정적 몰 비열로 나눈 값으로 온도와 분자 구조에 의해 결정된다. 상온 상압에서는 보통 진동은 양자역학에 의해 꺼지고 회전 에너지에 병진 운동 에너지와 같은 자유도가 분배된다.
{\displaystyle \gamma ={\frac {C_{P}}{C_{V}}}={\frac {{\bar {C}}_{P}}{{\bar {C}}_{V}}}={\frac {c_{P}}{c_{V}}},}

## 같이 보기
- 열용량
- 비열용량
- 음속
- 열역학